# Poa obvallata
Poa obvallata là một loài cỏ trong họ hòa thảo, thuộc chi poa.